# Lankoué
Lankoué est une commune située dans le département de Lankoué, dont elle est le chef-lieu, de la province du Sourou au Burkina Faso.

## Éducation et santé
La commune accueille un centre de santé et de promotion sociale (CSPS).